# NGC 3593
NGC 3593 je spirální galaxie v souhvězdí Lva objevená Friedrichem Wilhelmem Herschelem v roce 1784.
Společně s galaxiemi M65, M66 a NGC 3628 tvoří NGC 3593 gravitačně vázaný systém.